# موريل مودي
موريل مودي (بالإنجليزية: Muriel Carrick Moody)‏ هي خزافة نيوزيلندية، ولدت في 18 مارس 1907 في وانغاري في نيوزيلندا، وتوفيت في 24 ديسمبر 1991 في لور هوت في نيوزيلندا.